# Roland Süßmuth
Roland Franzberth Süßmuth (* 16. April 1934 in Mittelsteine, Landkreis Glatz, Provinz Niederschlesien) ist ein deutscher Mikro- und Molekularbiologe.

## Leben
Roland Süßmuth wurde 1969 an der Universität Tübingen zum Dr. rer. nat. promoviert. 1980 habilitierte er sich an der Universität Hohenheim, wurde dort 1986 zum Professor für Mikro- und Molekularbiologie berufen und zum Leiter des Instituts für Mikrobiologie bestellt. Er entwickelte unter anderem das Hohenheimer STAR-Verfahren zur biologischen Nitrateliminierung in einem Grundwasserzirkulationsbrunnen.
Süßmuth ist Vorsitzender des Initiativkreises katholischer Laien und Priester im Bistum Rottenburg-Stuttgart. Zudem wurde er bekannt als Herausgeber eines Sammelbandes zum Thema Empfängnisverhütung, zu dem in 46 Artikeln 40 Autoren aus beiden Konfessionen beigetragen haben und der in einem renommierten katholischen und einem evangelikalen Verlag erschienen ist.
Süßmuth ist ordentlicher Professor an der privaten Hochschule Gustav-Siewerth-Akademie und Fachleiter der Abteilung Philosophie und Philosophie der Naturwissenschaften. Er ist zudem Mitglied des Senats.
Süßmuth engagiert sich unter anderem für die Stuttgarter Gemeinde der Priesterbruderschaft St. Petrus.

## Schriften
- Biochemisch-mikrobiologisches Praktikum, Thieme, Stuttgart/New York 1987, ISBN 3-13-685901-4.
- Mikrobiologisch-biochemisches Praktikum, Thieme, Stuttgart/New York 1999 (2. Auflage), ISBN 3-13-685902-2.
- mit Alma von Stockhausen (Hrsg.): Das Turiner Grabtuch. Ein außerbiblisches Zeugnis der Passion Jesu Christi, Gustav-Siewerth-Akademie 1999, ISBN 3-928273-56-6.
- als Herausgeber: Empfängnisverhütung. Fakten, Hintergründe, Zusammenhänge, Christiana/Hänssler 2000, ISBN 3-7171-1049-7 (Christiana-Verlag) bzw. 3-7751-3001-2 (Hänssler-Verlag).